# Svetovno prvenstvo v biatlonu 1963
Svetovno prvenstvo v biatlonu 1963 je peto svetovno prvenstvo v biatlonu, ki je potekalo 3. februarja 1963 v Seefeldu, Avstrija, v eni disciplini za moške ter neuradni ekipni tekmi.

## Dobitniki medalj

### Moški
| Disciplina        | Zlato                                                                        | Zlato     | Srebro                                                    | Srebro    | Bron                                             | Bron      |
| 20 km             | Vladimir Melanin                                                             | 1:32:06,8 | Antti Tyrväinen                                           | 1:33:54,7 | Hannu Posti                                      | 1:35:02,1 |
| ekipno (neuradno) | Sovjetska zveza · Vladimir Melanin · Nikolaj Meščerjakov · Valentin Pšenicin | 4:45:56.7 | Finska · Antti Tyrväinen · Hannu Posti · Veikko Hakulinen | 4:46:02.5 | Norveška · Jon Istad · Olav Jordet · Egil Nygård | 5:03:55.5 |

## Medalje po državah
| Poz | Država          | Zlato | Srebro | Bron | Skupaj |
| 1   | Sovjetska zveza | 1     | 0      | 0    | 1      |
| 2   | Finska          | 0     | 1      | 1    | 2      |